# كارلوس كايزر (ناشط حقوق الإنسان)
كارلوس كايزر (بالإسبانية: Carlos Kaiser) هو ناشط حقوق الإنسان تشيلي، ولد في 1974.